# روبرت جريفز
روبرت فون رانك غريفز (24 يوليو 1895- 7 ديسمبر 1985) شاعر بريطاني، وروائي تاريخي، وناقد، وكلاسيكي. والده ألفريد بيرسيفال غريفز، الشاعر والشخصية الإيرلندية الشهيرة في إحياء الغاليكية، وكان كلاهما سلتي وطالب في الأساطير الإيرلندية. أنتج غريفز أكثر من 140 عملًا. قصائد غريفز، جنبًا إلى جنب مع ترجماته وتحليلاته المبتكرة وتفسيراته للأساطير اليونانية، ومذكراته عن نشأته، بما في ذلك دوره في الحرب العالمية الأولى، وداعًا لهذا كله، ودراسته التأملية للإلهام الشعري الإلهة البيضاء لم تنشر أبدًا.
كسب عيشه من الكتابة، وخاصة الروايات التاريخية الشعبية مثل أنا، كلوديوس، والملك يسوع، والصوف الذهبي، والكونت بيليساريوس. كان أيضًا مترجمًا بارزًا للنصوص اللاتينية الكلاسيكية واليونانية القديمة، ما تزال نسخه من الاثنا عشر قيصر والحمار الذهبي شائعة بسبب وضوحها وأسلوبها الترفيهي. حصل غريفز على جائزة جيمس تايت بلاك التذكارية لعام 1934 لكل من أنا، كلوديوس، وكلوديوس الإله.

## التعليم
تلقى غريفز تعليمه المبكر في سلسلة من ست مدارس إعدادية، شملت مدرسة الكلية الملكية في ويمبلدون، وبنرالت في ويلز، وهيلبرو في رغبي، وروكبي في كينغستون أبون تيمز، وكوبثورن في ساسكس، والتي حصل منها في عام 1909 على منحة دراسية إلى تشارترهاوس. هناك بدأ في كتابة الشعر، وباشر بالملاكمة، وأصبح في الوقت المناسب بطل المدرسة في وزن الويلتر والوزن المتوسط. وادعى أن هذا كان ردًا على الاضطهاد بسبب العنصر الألماني باسمه، وصراحته، وجديته العلمية والأخلاقية، وفقره نسبة إلى الأولاد الآخرين. غنى أيضًا في الجوقة، وهناك التقى بصبي أرستقراطي أصغر منه بثلاث سنوات اسمه جي. إتش. «بيتر» جونستون، الذي بدأ معه صداقة رومانسية عميقة، أدت فضيحتها إلى مقابلة مع مدير المدرسة. ومع ذلك، وصف غريفز نفسه بأنه «عفيف، وعاطفي» و«مثلي الجنس»، وعلى الرغم من أنه كان من الواضح أنه أحب «بيتر» (متنكرًا باسم «ديك» في وداعًا لهذا كله)، فقد أنكر بشكل مطلق أن علاقتهما كانت جنسية. حذره معاصروه الآخرون من أخلاق بيتر. كان جورج مالوري الأكثر تأثيرًا على غريفز من بين معلميه، والذي أطلعه على الأدب المعاصر، وأخذه لتسلق الجبال في العطلات. وفي سنته الأخيرة في تشارترهاوس، فاز بإعانة لدراسة الكلاسيك في كلية سانت جون، أكسفورد ولكنه لم يأخذ مكانه هناك إلا بعد الحرب.

## الحرب العالمية الأولى
عند اندلاع الحرب العالمية الأولى في أغسطس 1914، تطوع غريفز على الفور تقريبًا، وحصل على مهمة في الكتيبة الثالثة من حملة بنادق ويلش الملكية بصفة ملازم ثان (تحت المراقبة) في 12 أغسطس. أكِدت رتبته في 10 مارس 1915، وحصل على ترقية سريعة، وجرت ترقيته إلى ملازم في 5 مايو 1915، ونقيب في 26 أكتوبر. نشر الكتاب الأول من قصائده، فوق المجمرة، عام 1916. اكتسب سمعة مبكرة كشاعر حرب، وكان أول من كتب قصائد واقعية عن تجربة الصراع في الخطوط الأمامية. في السنوات اللاحقة، حذف قصائده الحربية من مجموعاته، بحجة أنها كانت «جزءًا من ازدهار الشعر الحربي». في معركة السوم، أصيب بجروح بالغة جراء شظايا قذيفة دخلت رئته، كان من المتوقع أن يموت، وأفيد رسميًا بأنه توفي متأثرًا بجراحه. تعافى تدريجيًا، وأمضى ما تبقى من الحرب في إنجلترا باستثناء فترة وجيزة في فرنسا.
كان أحد أصدقاء غريفز في ذلك الوقت هو الشاعر سيغفريد ساسون، وهو ضابط زميل في فوجه. نُقل كلاهما إلى كلية سمرفيل، أكسفورد، والتي استخدِمت كمستشفى للضباط. كتب إليه ساسون عام 1917 «ليس من شيمك أن تسرق فكرتي بالذهاب إلى كلية السيدات في أكسفورد».

## وصلات خارجية
- روبرت جريفز على موقع IMDb (الإنجليزية)
- روبرت جريفز على موقع الموسوعة البريطانية (الإنجليزية)
- روبرت جريفز على موقع مونزينجر (الألمانية)
- روبرت جريفز على موقع ألو سيني (الفرنسية)
- روبرت جريفز على موقع ميوزك برينز (الإنجليزية)
- روبرت جريفز على موقع أول موفي (الإنجليزية)
- روبرت جريفز على موقع إن إن دي بي (الإنجليزية)
- روبرت جريفز على موقع ديسكوغز (الإنجليزية)
- روبرت جريفز على موقع كينوبويسك (الروسية)
- روبرت جريفز على موقع أوليمبيديا (الإنجليزية)
- روبرت جريفز  على قاعدة بيانات الخيال التأملي على الإنترنت